# Stazione di Keiō-Horinouchi
La stazione di Keiō-Horinouchi  (京王堀之内駅?, Keiō-Horinouchi-eki) è una stazione ferroviaria di Hachiōji,  città conurbata con Tokyo in Giappone. La stazione è servita dalla linea Keiō Sagamihara della Keiō Corporation.

## Linee
Keiō Corporation
● Linea Keiō Sagamihara

## Struttura
La stazione si trova al centro della Tama New Town, e in previsione di un aumento futuro degli utilizzatori è stata realizzata con un dovuto dimensionamento. Si tratta di una struttura sopraelevata, con due binari passanti e due marciapiedi laterali. Il mezzanino sottostante è collegato ai marciapiedi da scale mobili, fisse e ascensori.
| 1-2 | ● Linea Keiō Sagamihara | per Hashimoto                                                                                  |
| 3-4 | ● Linea Keiō Sagamihara | per Keiō-Tama-Center, Chōfu, Meidaimae, Shinjuku e linea Shinjuku della metropolitana di Tokyo |

## Stazioni adiacenti
| «                     | Servizio                   | »                     |
| Linea Keiō Sagamihara | Linea Keiō Sagamihara      | Linea Keiō Sagamihara |
| --------------------- | -------------------------- | --------------------- |
| Keiō-Tama-Center      | Locale Rapido Semiespresso | Minami-Ōsawa          |
| Transito              | Espresso Espresso Limitato | Transito              |